# 후지이 유키요

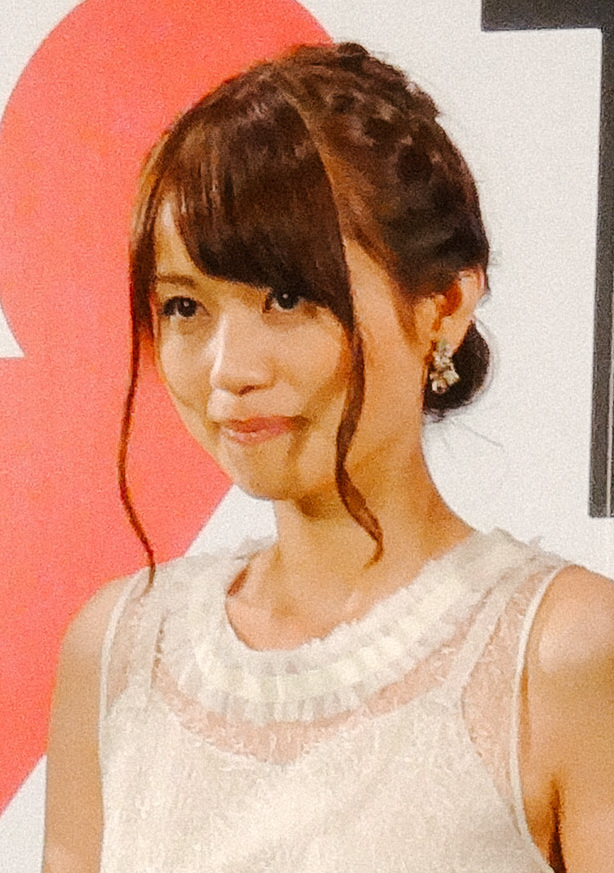

후지이 유키요(일본어: 藤井 ゆきよ)는 일본의 여성 성우이다. 가나가와현 요코하마시 출신이며, 아오니 프로덕션 소속이다.
성우로 활동하기 이전에는 무대 조명 기술자로 일하였으며, 미스 인터내셔널 일본 대표 선출 대회 출전 경험이 있다.

## 출연

### 게임
- 소녀전선 - K2 소총

### 애니메이션
- 몬스터 아가씨의 의사 선생님 - 루라라 하이네